# ینی قازما
ینی قازما (به لاتین: Yeni Qazma) یک منطقه مسکونی در جمهوری آذربایجان است که در شهرستان خاچماز واقع شده‌است.